# Orchestra de Cameră Radio

Orchestra de Studio a Radiodifuziunii Române a luat ființă în 1947, din necesitatea organizării unui ansamblu menit să contribuie la fondul muzical de înregistrări. În anul 1990, Orchestra de Studio s-a transformat în Orchestra de Cameră Radio.

## Istoric
În peste 30 de stagiuni, acest ansamblu a îmbinat activitatea de realizare în studio a înregistrărilor speciale destinate transmisiilor radio, cu prezența pe podiumul de concert. Prin varietatea repertoriului abordat (baroc, clasicism, muzica sec. XX etc.) și prin cooptarea de soliști instrumentiști sau vocali, Orchestra de Studio a Radiodifuziunii Române a evoluat calitativ oferind emisiunilor muzicale numeroase titluri. Desigur, meritul aparține în egală măsură maeștrilor aflați la pupitrul dirijoral: Constantin Silvestri, Mendi Rodan, Constantin Bobescu, Carol Litvin, Ludovic Bács, Cristian Brâncuși.
Cu o stagiune permanentă de concerte și înregistrări, acest ansamblu este o prezență activă și atractivă în viața muzicală românească. Concertele susținute la Sala Radio, în deplasări în țară sau turneele în străinătate s-au constituit în adevărate evenimente muzicale. Succesul festivalurilor “Bach-250”, “Haydn”, “Schubertiada”, “Mozart – 250”, “Händel & Haydn”, cele cinci ediții ale “Festivalului internațional de chitară”,  “Festivalul Internațional de Bandoneon și Acordeon”, “Festivalul Seri cu orgă la Sala Radio”, nu ar fi fost posibile fără contribuția deosebită a Orchestrei de Cameră Radio.
Numeroasele lucrări înregistrate, multe în primă audiție absolută, dintre care o parte fixate pe CD-uri, completează imaginea activității acestui ansamblu muzical. De numele Orchestrei de Cameră Radio este legată monumentala realizare a “Integralei concertelor pentru pian și orchestră” de W.A. Mozart, în versiunea interpretativă a pianistei Dana Borșan, un eveniment discografic în premieră absolută în istoria muzicii românești. 
Repertoriul specific formației s-a axat și pe promovarea unor  lucrări mai puțin cunoscute, în primă audiție românească, oferta diversă și interesantă fiind unul dintre punctele de atracție pentru publicul meloman. La aceasta se adaugă și o bogată reprezentare a muzicii românești. 
La faima ansamblului, de-a lungul istoriei sale de peste jumătate de secol, au contribuit aproape toți dirijorii români importanți, precum și maeștrii ce fac parte din elita vieții muzicale internaționale: Horia Andreescu, Enrique Garcia Asensio, Marco Balderi, Jean Pierre Berlingen, Francois Xavier Bilger, Amaury du Closel, Peter Csaba, Lawrence Foster, Gerd Schaller, Neil Thomson, Gian Luigi Zampieri, Jin Wang ș.a.
S-a remarcat prezența unor soliști români de prestigiu din țară și din străinătate: Cristina Anghelescu, Dana Borșan, Dana Ciocârlie, Viorica Cortez, Ileana Cotrubaș, George Crăsnaru, Ruxandra Donose, Teodora Gheorghiu, Valentin Gheorghiu, Daniel Goiți, Dan Grigore, Nicolae Herlea, Dan Iordăchescu, Silvia Marcovici, Mihaela Martin, Horia Mihail, Eugenia Moldoveanu, Mariana Nicolesco, Adina Nițescu, Aurelian Octav Popa, Liviu Prunaru, Ion Ivan Roncea, Eugen Sârbu, Georgeta Stoleriu, Eduard Tumagian, Alexandru Tomescu, Mihaela Ursuleasa, Lory Wallfisch ș.a. 
Se cuvin menționate și numele unor importanți oaspeți străini ca: Emanuel Abbül, Dmitri Alexeev, Yossi Arnheim, Claudi Arimany, Pierre-Yves Artaud, Brigitte Balley, Gabriel Bianco, Daniel Blumenthal, Grace Bumbry, Lorenzo Gatto, Elina Garanča,  Richard Galliano, David Grimal,  Rivka Golani, Natalia Gutman, Monique Haas, Barbara Hendricks, Misha Maisky, Dominique Merlet. 
Promovarea tinerilor dirijori și interpreți români face parte din strategia de management a acestei orchestre constituite la rândul său preponderent din valoroși tineri muzicieni.
Turneele peste hotare în Rusia, Ucraina, Austria, Spania, Franța, Italia, Japonia, Grecia, Cipru, Germania, Coreea de Sud, înregistrările pe discuri, filmele de televiziune, participările la edițiile Festivalului Internațional "George Enescu", ale Festivalului “Săptămâna Internațională a Muzicii Noi” au determinat aprecierile din partea publicului și a presei de specialitate.